# Вулиця Карла Маркса (Луганськ)
Вулиця Карла Маркса — одна з найстаріших вулиць міста Луганська, що розташована в Ленінському районі міста.

## Історія

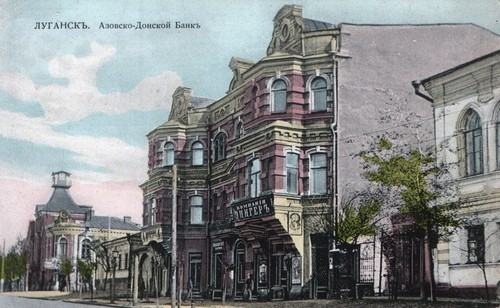
Будівля Азово-Дінського банку, на задньому плані будівля міської управи

Забудова вулиці кам'яними будинками почалася в середині XIX століття. Нижні поверхи побудованих особняків використовувались в комерційних цілях, верхні слугували апартаментами для власників, у дворах розміщувалися сараї, комори та підвали.
Історична назва вулиці — Казанська — походить від назви Казанської церкви, що розташовувалась в західній частині вулиці. Її будівництво розпочалося в 1861 році за рахунок Спілки купців та міщан Луганського ливарного заводу з дозволу єпархіального керівництва. Будівництво завершилося в 1864 році. Церква мала п'ять бань та три престоли. Храм було підірвано в радянські часи.
На вулиці знаходиться 26 пам'яток архітектури, найвизначнішими з яких є будівля міської управи та приміщення Азово-Донського комерційного банку. В першому нині знаходиться музей історії та культури міста Луганська, в іншому офіс Промінвестбанку.

## Опис
На вулиці знаходяться:
- Міська стоматологічна поліклініка № 2.
- Музей історії та культури міста Луганська.
- Казанська церква.
- Музична школа № 1.
- Пам'ятник донським козакам.
- Пам'ятник Борцям Революції.

## Галерея

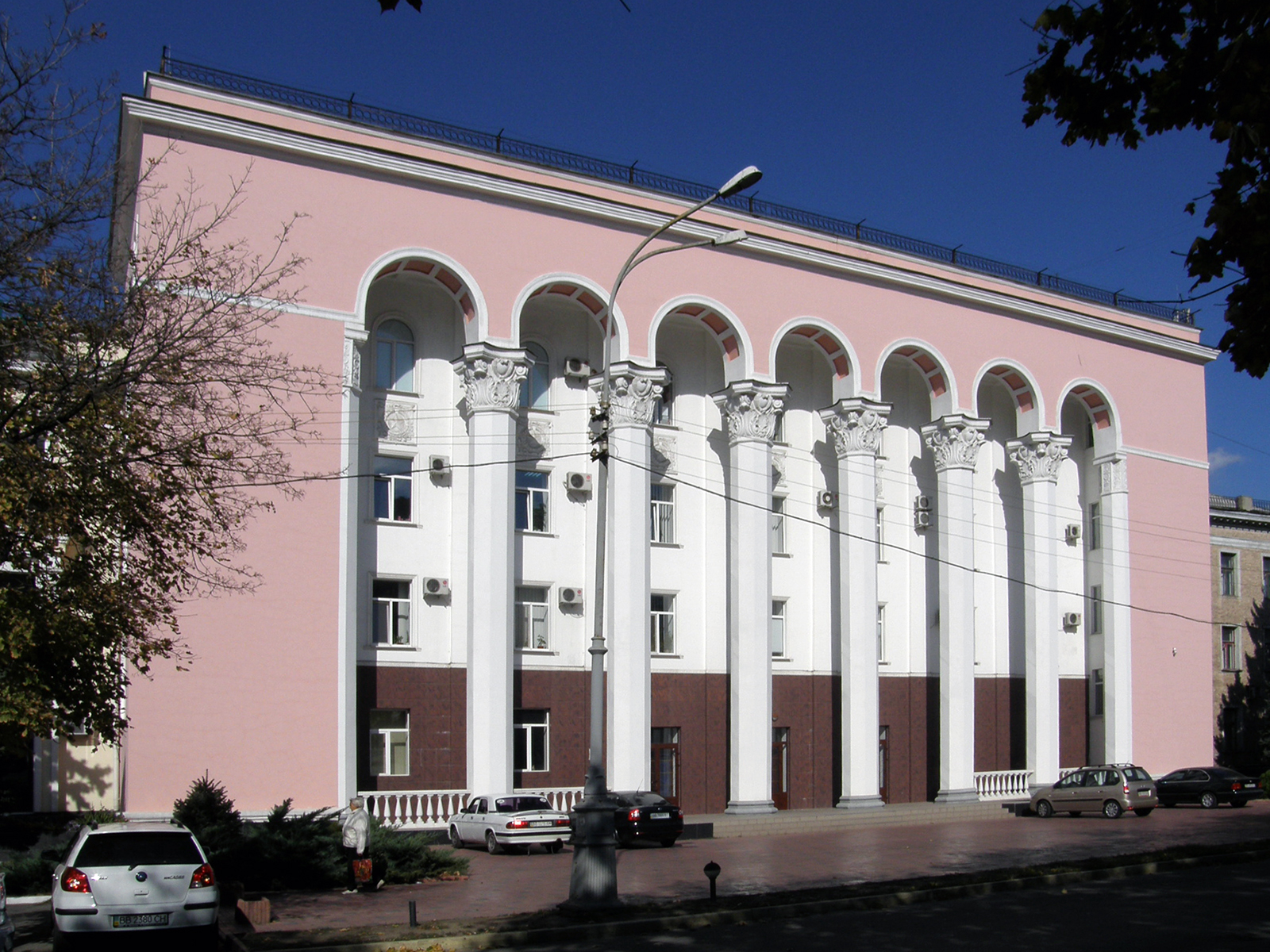
Будинок № 7
Будинок № 9